# Pingwin grzebieniasty
Pingwin grzebieniasty (Eudyptes robustus) – gatunek dużego ptaka z rodziny pingwinów (Spheniscidae).

## Systematyka
Jest to gatunek monotypowy. Dawniej czasami bywał uważany za podgatunek pingwina grubodziobego (Eudyptes pachyrhynchus).

## Występowanie
Gnieździ się w koloniach na wyspach Snares położonych na południe od Nowej Zelandii. Preferuje skaliste brzegi otoczone kępami traw oraz lasami.

## Charakterystyka

### Morfologia
Ma około 50–70 cm wzrostu i waży 2,5–4 kg. Obie płcie są podobne, ale samiec jest większy od samicy i ma grubszy dziób. Jego dziób jest jasnobrązowy. Ma charakterystyczny jasnożółty grzebień złożony z cienkich prążków.

### Pożywienie
Jego dietę stanowią: kryl (60%), ryby (30%) i kałamarnice (10%).

### Rozmnażanie
Gniazduje w koloniach (zwykle pomiędzy 50 a 500 gniazd). Przybywa tam w sierpniu/wrześniu, a składanie jaj rozpoczyna się we wrześniu/październiku. W zniesieniu 2 jaja. Inkubacja trwa 31–37 dni, a zajmują się nią oba ptaki z pary, zmieniając się co 5–25 dni. Zwykle kluje się tylko jedno pisklę – z drugiego jaj, które jest większe. Rodzice na przemian pilnują potomstwa, gdy jedno z nich się tym zajmuje, drugie wypływa w morze po pożywienie. Młode jest w pełni opierzone po około 11 tygodniach.

### Styl życia
Żyją w skupiskach. Będąc w większej grupie ograniczają utratę ciepła. Na wolności żyją zwykle od 15 do 20 lat.

## Status
IUCN od 1994 roku uznaje pingwina grzebieniastego za gatunek narażony wyginięcie (VU – vulnerable) z powodu występowania na małym obszarze; wcześniej, od 1988 roku był klasyfikowany jako gatunek najmniejszej troski (LC, least concern). Populację oceniano w 2013 na około 63 000 dorosłych osobników. Trend liczebności populacji uznawany jest za stabilny.